# Englændere
Englænderne er et folkeslag hjemmehørende i England på de Britiske Øer. Den engelske identitet er af tidlig middelalderlig oprindelse. Befolkningens navn er afledt af navnet på et af de germanske folkeslag, kaldet anglerne, der erobrede Britannien fra romerne i det 5. århundrede. England er i dag, sammen med Skotland, Wales og Nordirland, et af de fire lande i Storbritannien.
Historisk set nedstammer den engelske befolkning fra flere lignende folk – de oprindelige britanner (keltere), germanske stammer som bosatte sig i området, herunder anglere, saksere, og jyder, kollektivt kendt som angelsaksere, som grundlagde hvad der senere blev til England (fra oldengelsk Englaland), og senere daner, normannere og andre grupper. Med vedtagelsen af Acts of Union i 1707 blev Kongeriget England en del af Storbritannien. Med tiden er den engelske identitet blevet tæt forbundet med den britiske identitet.
I dag har mange englændere rødder i andre dele af Storbritannien eller nedstammer fra nyere indvandrere fra andre europæiske lande og fra Commonwealth. Englænderne er kilden til det engelske sprog, det parlamentariske system, retssystemet common law og flere kendte sportsgrene som cricket og fodbold. Den engelske kultur har spredt sig verden over til dels grundet det tidligere Britiske Imperium.